# غريغ إكلوند
غريغ إكلوند (بالإنجليزية: Greg Eklund)‏ هو موسيقي أمريكي، ولد في 18 أبريل 1970.

## وصلات خارجية
- غريغ إكلوند على موقع IMDb (الإنجليزية)
- غريغ إكلوند على موقع ميوزك برينز (الإنجليزية)
- غريغ إكلوند على موقع أول ميوزيك (الإنجليزية)
- غريغ إكلوند على موقع ديسكوغز (الإنجليزية)